# Herbert Howells
Pour les articles homonymes, voir Howells.
Herbert Norman Howells (né le 17 octobre 1892 à Lydney dans le Gloucestershire et mort le 23 février 1983 à Putney) est un compositeur anglais, organiste et enseignant.

## Biographie
Howells est le plus jeune des six enfants d'Oliver et Elizabeth Howells. Son père est un organiste amateur et Herbert démontre tôt un talent pour la musique.  Il étudie avec  Herbert Brewer à la  cathédrale de Gloucester. Il rencontre alors  Ivor Novello et Ivor Gurney (1890-1937), chansonnier et poète, avec qui il se lie d'amitié. En septembre 1910, est créée en cette même cathédrale une œuvre de Ralph Vaughan Williams. Howells rencontre à cette occasion le compositeur et reste marqué par sa Fantaisie sur un thème de Thomas Tallis. Plus tard, il étudie au Royal College of Music et a comme enseignants C.V. Stanford, Hubert Parry et Charles Wood.
En 1915, il est atteint d'une maladie thyroïdienne (Maladie de Basedow) et devient le premier Britannique à être traité par radioactivité.
Il devient un temps assistant organiste à la cathédrale de Salisbury en 1917. Il reçoit une bourse du Carnegie United Kingdom Trust, afin d'assister Richard Runciman Terry dans l'édition du répertoire choral de l'époque des Tudor qu'il essaie de faire revivre à la cathédrale de Westminster. Malgré la charge importante de travail que cela comporte, Howells y prend un grand intérêt, découvrant le style Renaissance anglais qu'il va pratiquer jusqu'à son entrée au Royal College of Music en 1920. Durant la Seconde Guerre mondiale, il devient organiste au Collège Saint-Johns de Cambridge.
Il enseigne la composition au Royal College of Music de 1920 à 1979. Il a notamment pour élève Madeleine Dring.
Howells reçoit un doctorat honoris causa de l'université de Cambridge, et est fait membre de l'ordre des compagnons d'honneur en 1972. Il meurt en 1983 à Londres. Ses cendres reposent à l'abbaye de Westminster.
Il est le parrain du violoncelliste Julian Lloyd Webber. Sa fille Ursula (1922 - 2005) est une actrice.

## Œuvre
Jusqu'à sa trentaine, il compose essentiellement des œuvres orchestrales et de la musique de chambre, avec notamment, deux concertos pour piano. La réception de son deuxième concerto en 1925 est cependant plus que fraîche, ce qui tarit son inspiration pendant près d'une décennie.
La mort de son fils Michael, foudroyé par la polio en trois jours, à l'âge de 9 ans en 1935, l'affecte profondément mais provoque, sous l'impulsion de sa fille Ursula, un regain de créativité et une rupture dans son inspiration, qui devient profondément religieuse, notamment dans son Hymnus Paradisi pour chœur et orchestre. Cette œuvre a été écrite peu après la mort de son enfant mais publiée beaucoup plus tard, en  1950, sur l'insistance de son ami, le compositeur Ralph Vaughan Williams. Howells y incorpore des passages d'un Requiem pour voix qu'il avait écrit en 1932. Ce dernier n'est édité qu'en 1981, à la mémoire de son fils, soit près de quarante ans après qu'il en a écrit les premières notes.
Hymnus Paradisi est le premier d'une série de quatre œuvres sacrées de vaste ampleur. Sa Missa Sabrinensis est du même gabarit, en termes de longueur et effectifs, proches de ceux qui sont nécessaires à la  Missa Solemnis de Ludwig van Beethoven. Au contraire, sa Messe anglaise est conçue pour un effectif plus réduit; les paroles en sont entièrement en anglais et, conformément à la tradition anglicane, le Gloria est en dernière position. Enfin, son Stabat Mater, d'une durée d'environ cinquante minutes, est une des plus longues mises en musique de ce texte.

## Musique religieuse
Howells est particulièrement connu pour ses musiques sacrées anglicanes, comprenant un service complet pour le  King's College de Cambridge et son chœur et des adaptations du Magnificat et du  Nunc dimittis pour les chœurs du St John's College, Cambridge, du New College d'Oxford, de l'abbaye de Westminster, de la cathédrale de Worcester, de celle de Saint Paul, et de Gloucester. Il écrit également pour des paroisses de plus petite taille comme celle de  St Mary Redcliffe à Bristol ou celle de l'église  St Augustin, à Edgbaston. Ses compositions sont souvent adaptées à la taille des édifices pour lesquels elles sont prévues. Par exemple, les œuvres destinées à la cathédrale Saint Paul ont des changements harmoniques particulièrement lents afin de s'adapter aux réverbérations sonores du bâtiment.
Le motet Take Him, Earth, for Cherishing, écrit peu après l'assassinat du président John Fitzgerald Kennedy, et dédié à ce dernier, est considéré par beaucoup comme l'un de ses hymnes a cappella les plus délicats. Deux autres hymnes, Like as the hart et Pray for the Peace of Jerusalem sont proches par le style; leur élégance leur vaut une place de choix dans le répertoire sacré anglican. Le nom de « Michael » (celui de son fils décédé enfant) apparaît par ailleurs à plusieurs reprises dans son œuvre chorale.
Il a écrit également deux partitions pour brass band, Pageantry et Three Figures. Pageantry a été écrit en  1934  pour le British Open Brass Band Championship. Howells a arrangé son premier mouvement, King's Herald, pour orchestre à l'occasion du couronnement du roi George VI en  1937.

## Catalogue chronologique de ses œuvres

### Œuvres pour orchestre
- Concerto pour piano no 1 en ut majeur (1913, création à Londres le 10 juillet 1914)
- Trois danses op. 7 pour violon et orchestre (1915)
- The B's, suite (1915)
- Elegy, op. 15 pour alto solo, quatuor à cordes et orchestre (1917)
- Puck's Minuet et Merry-eye (1917)
- Procession op. 36 (1922)
- Pastoral Rhapsody op. 38 (1923)
- Concerto pour piano no 2 en ut mineur op. 39 (1924)
- Paradise Rondel (1925)
- Pageantry, pour ensemble de cuivres (1934)
- Fantasia pour violoncelle et orchestre (1937)
- Concerto pour cordes (1939)
- Suite pour cordes (1944)
- Music for a Prince, suite (1949)
- Triptych, pour ensemble de cuivres (1960)

### Musique chorale
- Sir Patrick Spens opus 23 pour baryton, chœur et orchestre (1917)
- Sine Nomine, pour 2 solistes, chœur et orchestre (1922)
- My Eyes for Beauty Pine, anthem (1925)
- Kent Yeoman's Wooing Song, pour solistes, chœur et orchestre (1933)
- Requiem pour chœur sans accompagnement (1936)
- Hymnus Paradisi pour soprano, ténor, chœur et orchestre (1938)
- Collegium Regale (1945)
- A Maid Peerless, pour voix de femmes et cordes (ou piano) (1949)
- A Garland for the Queen, anthologie de chansons pour célébrer le couronnement de la Reine (1953)
- Missa Sabrinensis, pour solistes, chœur et orchestre (1954, création au festival de Worcester le 7 septembre 1954)
- An English Mass (1956)
- The Scribe, écrit pour les 85 ans de Vaughan Williams (1957)
- Stabat Mater, pour ténor, chœur et orchestre (1959-65)
- Take him, earth, for cherishing, motet sur la mort du Président Kennedy (1964)
- The Coventry Mass, pour chœur et orgue (1968)

### Musique de chambre
- Quintette avec piano (1916)
- Rhapsodic Quintet, pour clarinette et cordes (1917)
- Fantasy String Quartet (1918)
- Quatuor à cordes In Gloucestershire
- Sonate pour hautbois et piano (1943)
- Sonate pour clarinette et piano (1949)

### Musique pour orgue
- Sonate en Do, op. 1 (1911)
- Two Pieces (1913)
- Rhapsody no. 1 en Ré bémol (1915)
- Three Psalm-Preludes (set 1) (1915-6)
- Rhapsody no. 2 en Mi bémol (1918)
- Rhapsody no. 3 en Do dièse (1918)
- Sonate pour orgue no 2 (1933)
- Three Psalm-Preludes (set 2) (1938-9)
- Intrata (1941)
- Six Pieces (1939-45)
- Prélude : De Profundis (1958)
- Rhapsody no. 4 'bene psallite in vociferatione' (1958)
- Flourish for a bidding (1969)
- Partita (1971)
- Saint Louis comes to Clifton (1977)

### Musique pour clavicorde
- Lambert's Clavichord (1926-1927)
- Howells' Clavichord (1951-1956)

### Musique pour piano
- Snapshots, op. 30 (1916-8)
- Suite for piano, Sarum Sketches, op. 6 (1917)
- Three Pieces, op. 14 (1918-9)
- The Chosen Tune (arr. de la mélodie éponyme, 1920)
- Suite for piano, Once upon a time (1920)
- Gadabout (1922-8)
- A Mersey Tune (1924)
- Two Pieces (1926)
- Country Pageant : four short pieces (1928)
- A Little Book of Dances (1928)
- A Sailor Tune (1930)
- Triumph Tune (1934)
- Promenade for Boys (1938)
- Promenade for Girls (1938)
- Polka pour 2 pianos (1939)
- Sonatine (1971)